# Solenne Figuès
Solenne Nadège Figuès (Villepinte, 6 giugno 1979) è un'ex nuotatrice francese.
Ha ottenuto i migliori risultati nei 200 m stile libero, in particolare il titolo mondiale in vasca lunga nel 2005 a Montréal e la medaglia di bronzo ai Giochi della XXVIII Olimpiade.

## Palmarès
- Giochi olimpici

Atene 2004: bronzo nei 200m sl.
- Mondiali

Montreal 2005: oro nei 200m sl.
- Europei

Helsinki 2000: bronzo nella 4x200m sl.
Madrid 2004: oro nella 4x100m sl, argento nei 200m sl e nella 4x200m sl.
- Europei in vasca corta

Anversa 2001: argento nei 200m sl.
Riesa 2002: argento nei 200m sl.
- Giochi del Mediterraneo

Bari 1997: oro nei 200m sl.
Tunisi 2001: bronzo nella 4x100m misti.
Almeria 2005: oro nei 200m sl e nella 4x200m sl e argento nei 100m sl.
- Universiadi

Daegu 2003: oro nella 4x100m sl.